# Leonel Power
Leonel Power  fue un importante compositor inglés nacido posiblemente en Kent entre 1370 y 1385, y fallecido en Canterbury el 5 de junio de 1445. Junto a John Dunstable dominó la escena musical británica en la primera mitad del siglo XV.

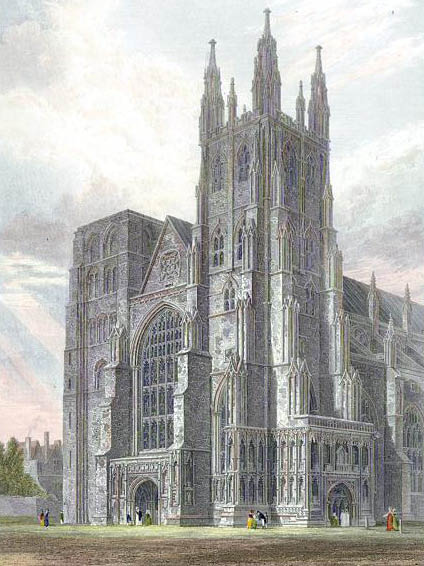
Ilustración con la imagen de la Catedral de Canterbury.

Poco se sabe sobre su vida, siendo la primera referencia conocida su posición como director de coro de la capilla de Thomas de Lancaster antes de 1421. En 1423 se incorporó a la fraternidad de la catedral de Canterbury, y es casi seguro que desempeñando la labor de director de coro. Fue un compositor prolífico, sobreviviendo cerca de 40 de sus obras, entre ellas secciones de misas, motetes y cantos, en su mayoría conservadas en el Manuscrito de Old Hall. La Missa Alma Redemptoris Mater a él atribuida, es una de las primeras misas de Cantus firmus.

## Obra
- Anima mea liquefacta.
- Beata progenies.[2]
- Gloria.
- Quam pulchra es.
- Missa Alma Redemptoris Mater, atribuida.